# Otmar de Sankt Gallen
Otmar de Sankt Gallen (Sankt Gallen?, ca. 689 - Werd, llac Constança, ca. 759) va ser un monjo benedictí, primer abat de l'abadia de Sant Gal. És venerat com a sant per diverses confessions cristianes.

## Biografia
Otmar era d'origen germànic i va formar-se com a sacerdot a Chur, on probablement va ésser rector de l'església de Sant Forí. El comte Waltram de Turgòvia li va encarregar la restauració del monestir de columbanians que havia fundat Sant Gal en 612, i que estava en decadència. Otmar va reorganitzar-lo, va restablir-hi la disciplina, va reconstruir l'ermita on havia viscut Gal i va reformar la regla de vida. L'any 719 es convertí en el primer abat del monestir.
La reforma monàstica dels carolingis, vinculada a la unificació política dels territoris governats pels francs, hi arribà i en 747, per pressions de Pipí el Breu, Otmar va posar el monestir sota la Regla de Sant Benet, sota la que es mantingué fins al 1805, quan el monestir desaparegué. Com a compensació, el monestir obtingué més privilegis i terres. El monestir visqué una primera època daurada, tant en l'espiritual com en el material i cultural. Otmar començà l'apostolat fora del monestir, dedicant els monjos a l'assistència a malalts: s'hi construí un hospital per a malalts inguaribles i leprosos, l'edifici sanitari més antic de Suïssa. També va fundar l'escola monàstica, on el scriptorium va iniciar la biblioteca que encara avui es conserva.
L'activitat del monestir es guanyà els pobles del voltant; això, unit a la independència que mantenia, va fer que els comtes francs Warin i Ruthard n'estiguessin descontents i promogueren conflictes contra el monestir, per la possessió de terres i la jurisdicció del bisbat de Constança (Alemanya), que volia controlar l'abadia. El 759, els nobles i un monjo, Lampert, van dur a terme una conxorxa que portà a la reclusió d'Otmar. Falsament acusat d'adulteri, fou jutjat i condemnat a morir de gana. Fou després indultat i exiliat a l'illa Werd, al llac Constança, on morí el novembre del mateix any.

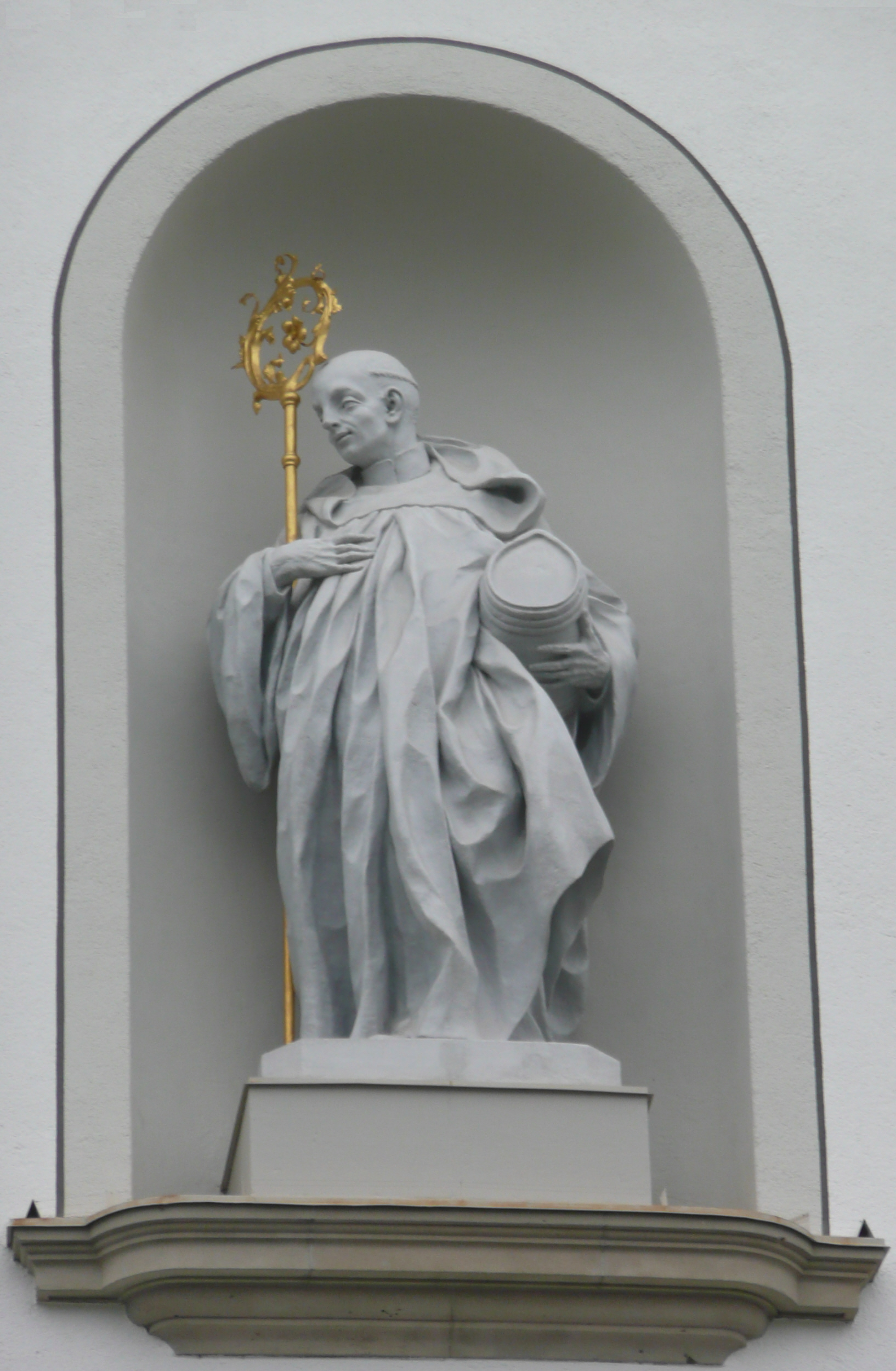
Escultura a St. Gallen
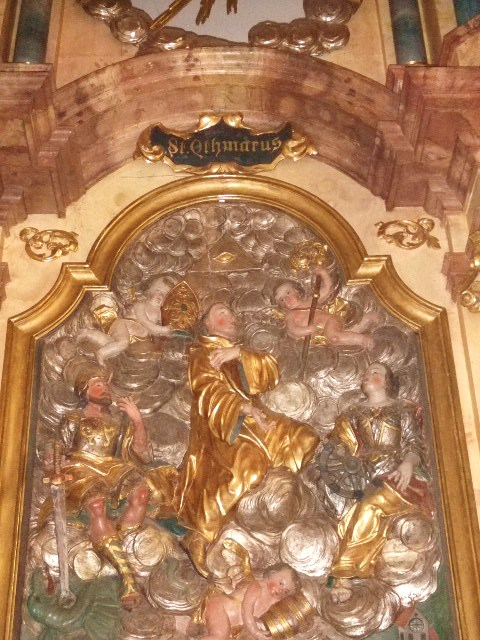
Retaule a la parròquia de Ludwigshafen
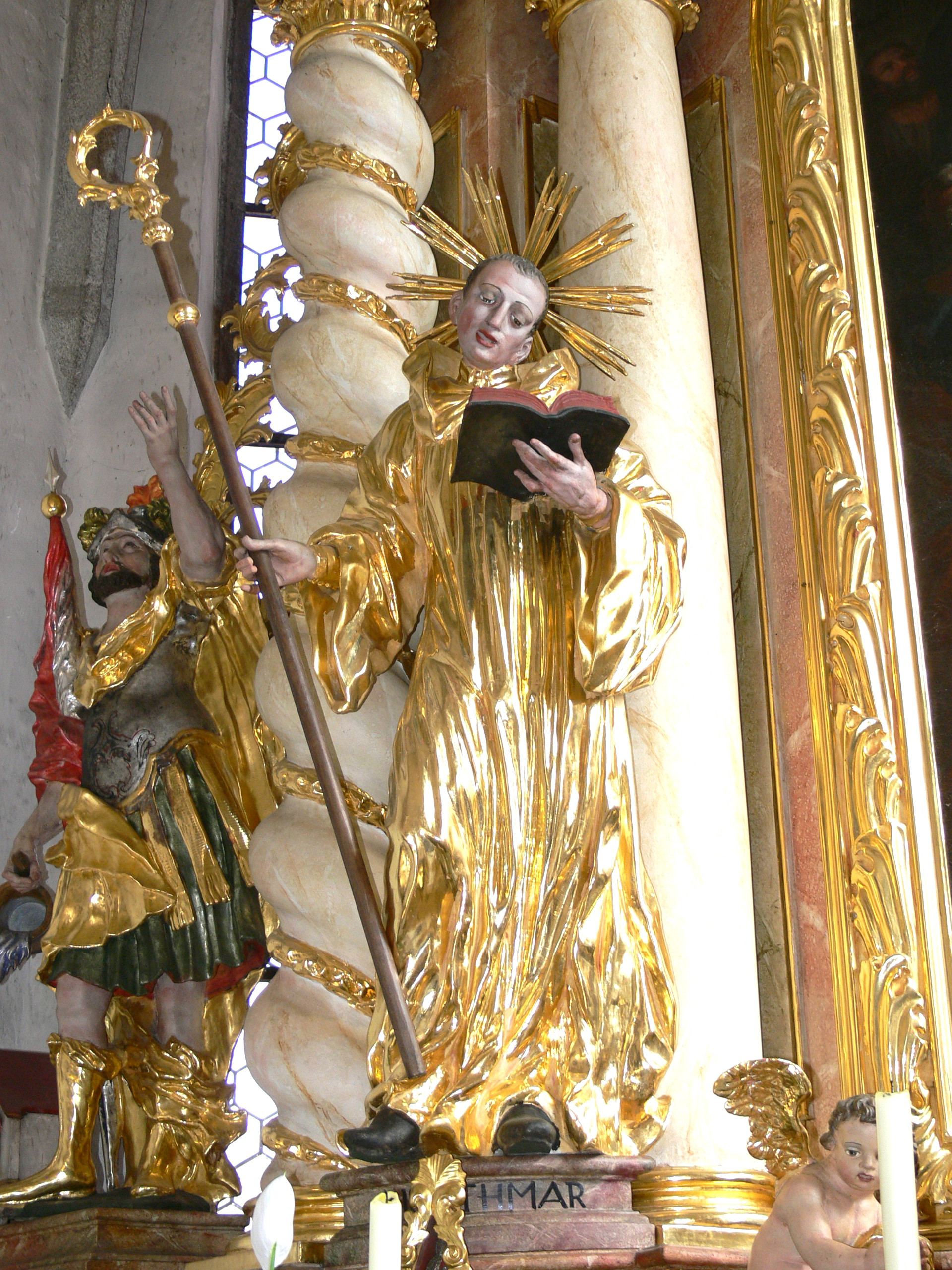
Estàtua a l'altar de Kirchberg
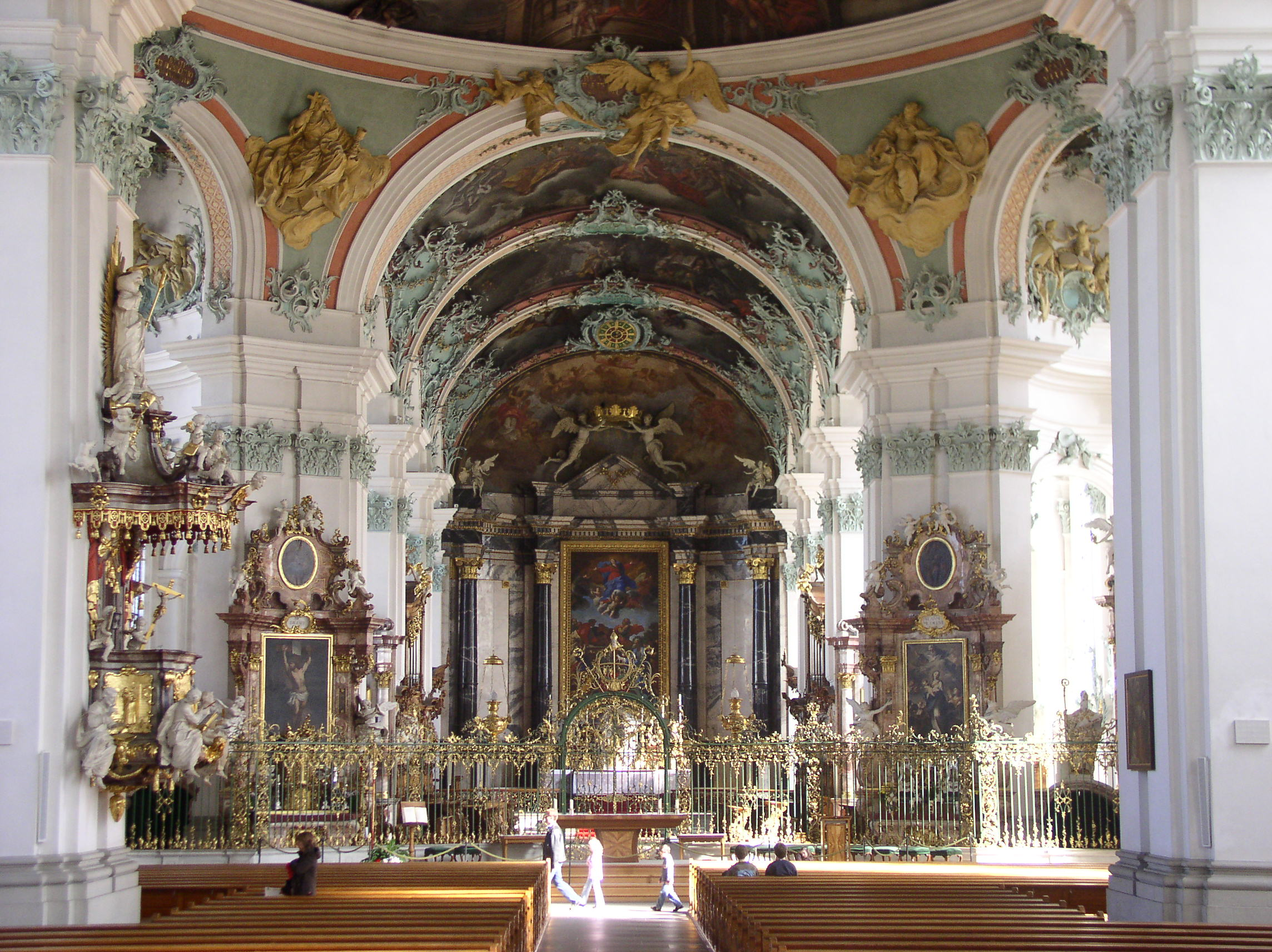
Catedral de St. Gallen, antiga abadia

## Veneració
Otmar és considerat, amb Gal, fundador de l'abadia de Sankt Gallen. La diòcesi de Sankt Gallen, també amb Gal, el considera copatró: patronus aeque principalis.
Fou sebollit a l'abadia de Sankt Gallen deu anys més tard: el seu cos hi fou portat en secret.

### Llegenda de la bóta de vi
La tradició diu que el cos del sant era incorrupte quan van portar-lo de Werd a Steinach, abans d'arribar a St. Gallen. Com que el temps era molt dolent, els homes que el portaven, remant, van haver de fer molt d'esforç i estaven assedegats. Portaven només una bóta de vi, però tots en bevien i no s'acabava. Per això, se sol representar Otmar amb una bóta de vi.